# 9146 Tulikov
9146 Tulikov è un asteroide della fascia principale. Scoperto nel 1976, presenta un'orbita caratterizzata da un semiasse maggiore pari a 2,4532405 UA e da un'eccentricità di 0,0384748, inclinata di 7,03857° rispetto all'eclittica.